# 鐵板燒

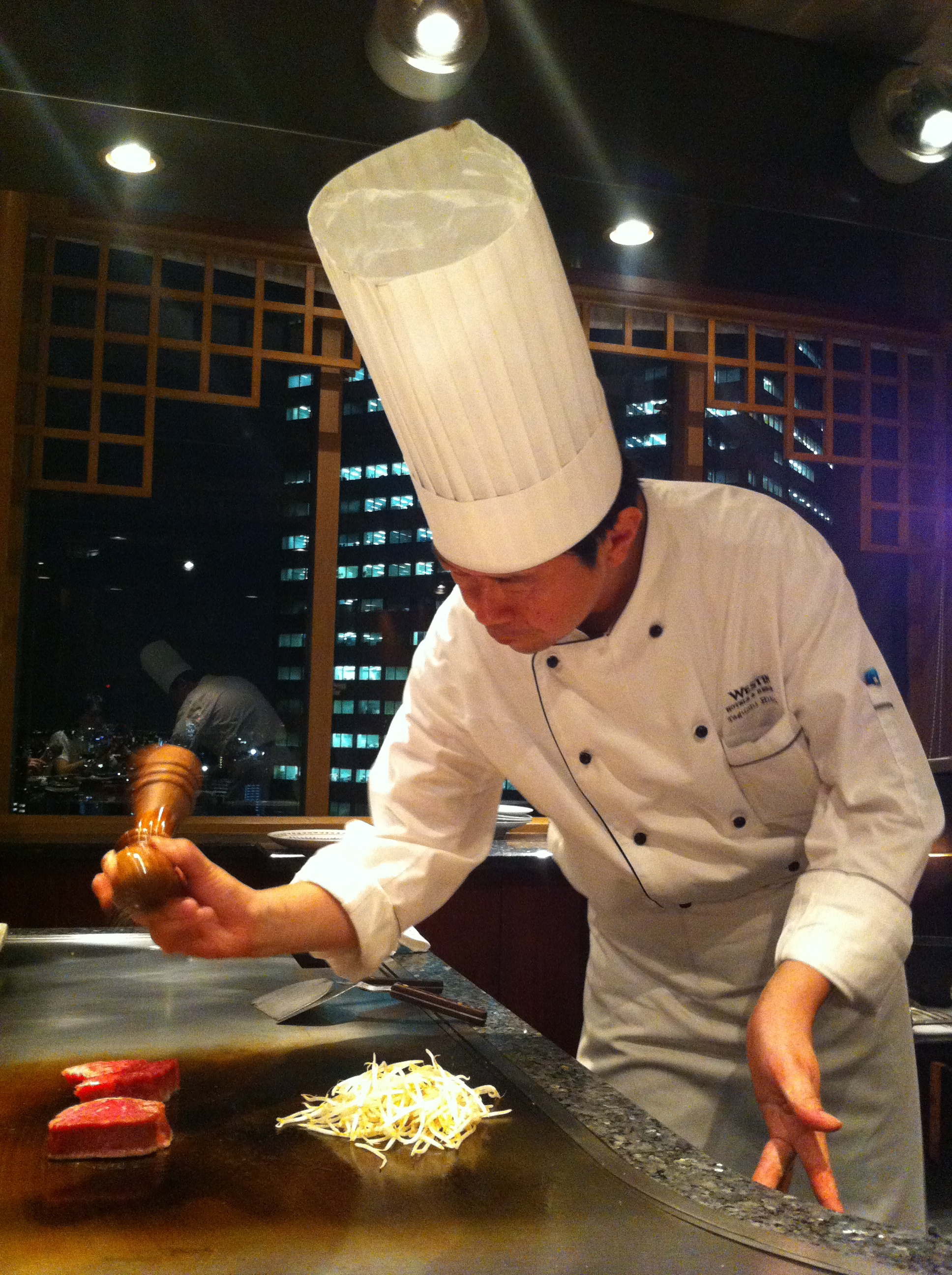
日本鐵板燒餐廳

鐵板燒是日本料理的一個種類，是用一塊大鐵板把食物加熱，由廚師在鐵板上燒烤及處理各種食材。常見的鐵板燒料理有日本式燒肉及源自日本關西地區的御好燒等。

## 歷史
铁板烧发源于幕末，是由傳統的鋤燒基礎上演變而成，以鐵板來增加熱度加速烤熟食物。1945年二戰結束，到處都是廢鐵，廚師藤岡重次在日本神戶首次推出這種料理，以鐵板代替鍋子來烤熟食物，並開設餐廳，产生了把厨房搬到外面，和客人进行交流，让客人在进餐的同时能够欣赏到厨师厨艺的一种餐饮形式。是結合西餐用餐環境与日本料理的结合。後來人們紛紛仿效，一些小販在路邊攤製作鐵板燒。
其後这种饮食文化传到台湾後在當地又经过了30年的发展和改良，衍生出一种具有法式、中式和日式互相结合嶄新的饮食方式，称为「台式铁板烧」。

## 材料

### 餐廳鐵板燒
鐵板燒通常選用高級、新鮮的食材，主要分為海鮮如龍蝦、大蝦、帶子、鮑魚等，肉類如日本本土出產的和牛、雞肉、豬肉，蔬菜如菌類、甚至豆腐等；一些餐廳則提供如金針菇或剝皮辣椒牛肉卷等食法。不少日式鐵板燒菜單也包括炒飯或炒麵。
在日本，鐵板燒是日本料理中較為昂貴的一種料理方式，鐵板燒較常以上乘的材料，由富經驗的廚師在食客面前即時烹製。除了味覺滿足外，欣賞廚師的烹製食物過程也是一種特別的體驗。

### 平價鐵板燒

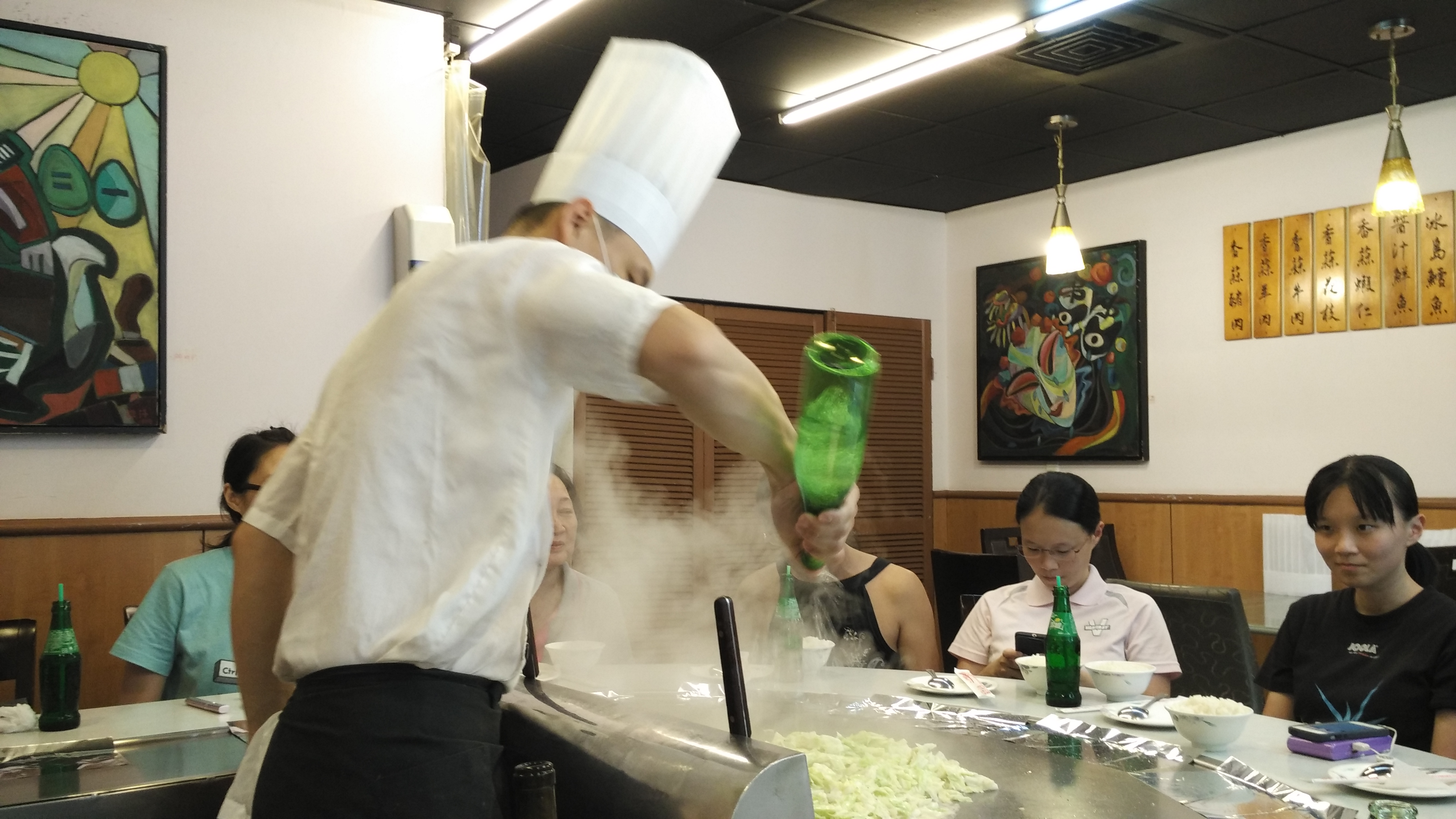
台湾鐵板燒

源自台湾，台湾市區街道有很多的平價铁板烧。以油與蒜頭爆香後加入肉片、青蔥、洋蔥及醬油等調味料快炒，味道好且便宜。一份鐵板燒通常有一個肉類主菜加上兩種蔬菜，蔬菜的種類以高麗菜與豆芽菜居多。

## 烹調
廚師先把鐵板以高溫燒熱，加入牛油或大豆油等植物油，把材料放在鐵板上燒至適當的熟度，並以適量鹽、胡椒及酒調味，煮熟後直接分配予食客享用。廚師需熟悉各種材料的烹調時間及火候的掌握，也要以短時間於鐵板上切割食物，及把煮熟的食物儘快分配予食客享用。